# Bunny Christie
Bunny Christie (Saint Andrews, 1962) è una scenografa scozzese.

## Biografia
Bunny Christie ha studiato al Madras College e alla Central School ofArt. Da allora ha curato le scenografie di oltre cinquanta allestimenti di opere di prosa, musical e opere liriche nel Regno Unito e negli Stati Uniti.
Ha lavorato come scenografa in alcuni dei maggiori teatri di Londra, tra cui il National Theatre, l'Almeida Theatre, il Royal Court Theatre e per il West End. Per la sua attività sulle scene londinesi ha ricevuto sette candidature al Premio Laurence Olivier, vincendone quattro: nel 2003 per Un tram che si chiama Desiderio, nel 2011 per The White Guard, nel 2013 per Lo strano caso del cane ucciso a mezzanotte e nel 2019 per Company. Ha lavorato occasionalmente anche come costumista, ricevendo una candidatura al Premio Laurence Olivier per i migliori costumi per Come vi piace, portato in scena al National Theatre nel 1999, e per Guys and Dolls al Bridge Theatre nel 2023, che le valse anche una candidatura all'Olivier Award come scenografa.
Tre delle sue scenografie sono state riproposte a Broadway: ognuna delle tre ha ricevuto una candidatura al Tony Award e per Lo strano caso del cane ucciso a mezzanotte ha vinto il Tony Award alla miglior scenografie di un'opera teatrale nel 2015, mentre nel 2022 ha vinto il Tony Award alla miglior scenografia di un musical per Company.